# Paul von Wernhardt

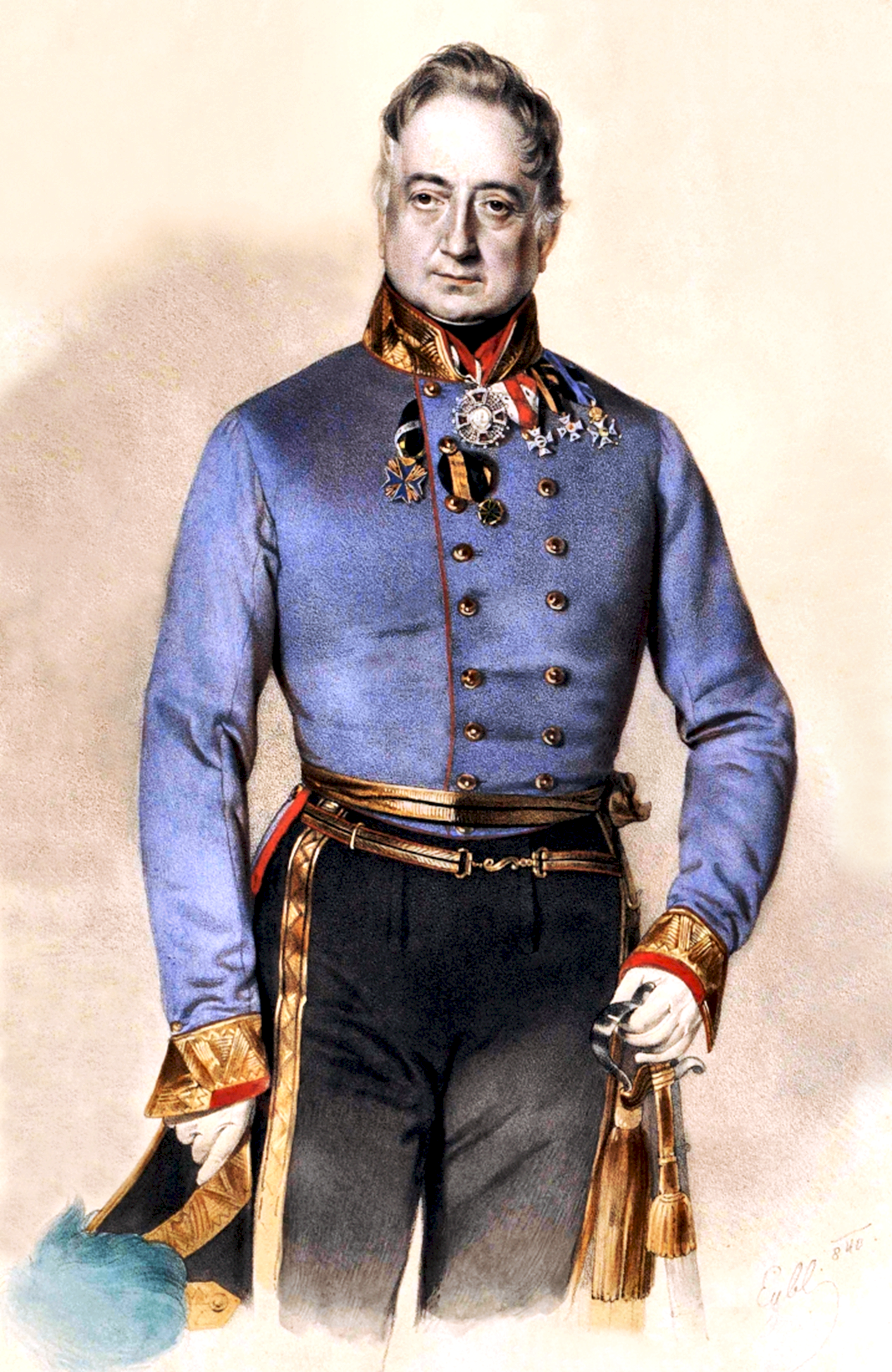
Paul Freiherr von Wernhardt 1840

Freiherr Paul von Wernhardt (* 25. Januar 1776 in Pösing, Komitat Pressburg; † 13. September 1846 in Wien) war ein österreichischer Offizier und Theresienritter. Er war Magnat von Ungarn und Geheimer Rat, k. k. General der Kavallerie und Inhaber des Chevaux-Legers-Regiments Nr. 3.

## Herkunft und Familie
Paul entstammte einer Familie, die in Person des Stefan Wernhardt, als Dank für seinen tapferen Einsatz in den Türkenkriegen, am 15. Februar 1621 einen Wappenbrief durch Hofpfalzgrafen Florian Drosdowsky von  Drostowitz erhielt. Dessen Söhne wurden am 25. September 1646 in den rittermäßigen Adelsstand erhoben.
Der Offizier war Urenkel des Adelsnehmers Stefan und dessen Gattin Walburga Kapitz. Er war seit dem 6. Mai 1804 mit  Maria Anna (* 27. Juni 1784), Tochter des nachmaligen Feldmarschallleutnants Freiherr Joseph Ignaz Cerrini de Monte Varchi, vermählt und wurde 1818 in den erbländisch-österreichischen sowie ungarischen Freiherrnstand erhoben. Aus der Ehe entstammen drei Töchtern und zwei Söhne:
- Stefan (1806–1869) ⚭ Charlotte Freiin von Kemény von Gyerő-Monostor (* 17. März 1831; † 6. März 1859), Eltern von Feldmarschall-Lieutenant Paul Vincenz von Wernhardt (1851–1923)
- Isabella Maria (* 7. Juni 1807) ⚭ Friedrich Dorsner von Dornimthal († 3. September 1871)
- Pauline Maria Anna (* 19. Juni 1810) ⚭ Freiherr Jakob Julius von Kavanagh († 10. Juni 1848), k.k. Oberst
- Amalie Therese (* 18. Januar 1812; † 16. Februar 1873) ⚭ Freiherr Ludwig de Vaux (* 8. August 1805; † 20. Mai 1861), Sohn von Thiery de Vaux
- Siegmund August (* 25. Januar 1817)

Das Geschlecht ist im Mannesstamm erloschen.

## Biographie

### Die frühen Jahre

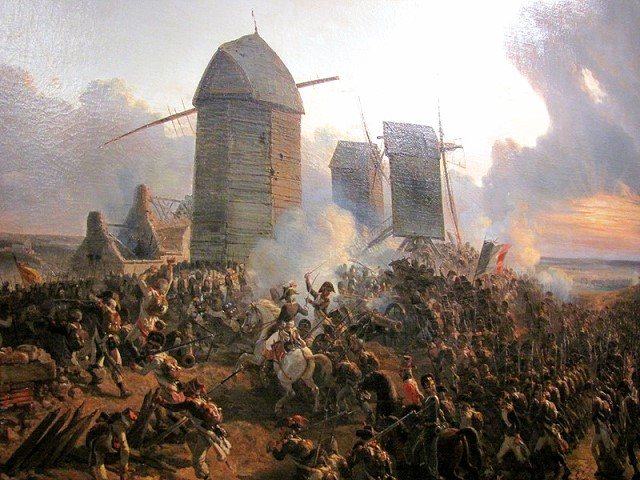
Schlacht bei Tourcoing 1794

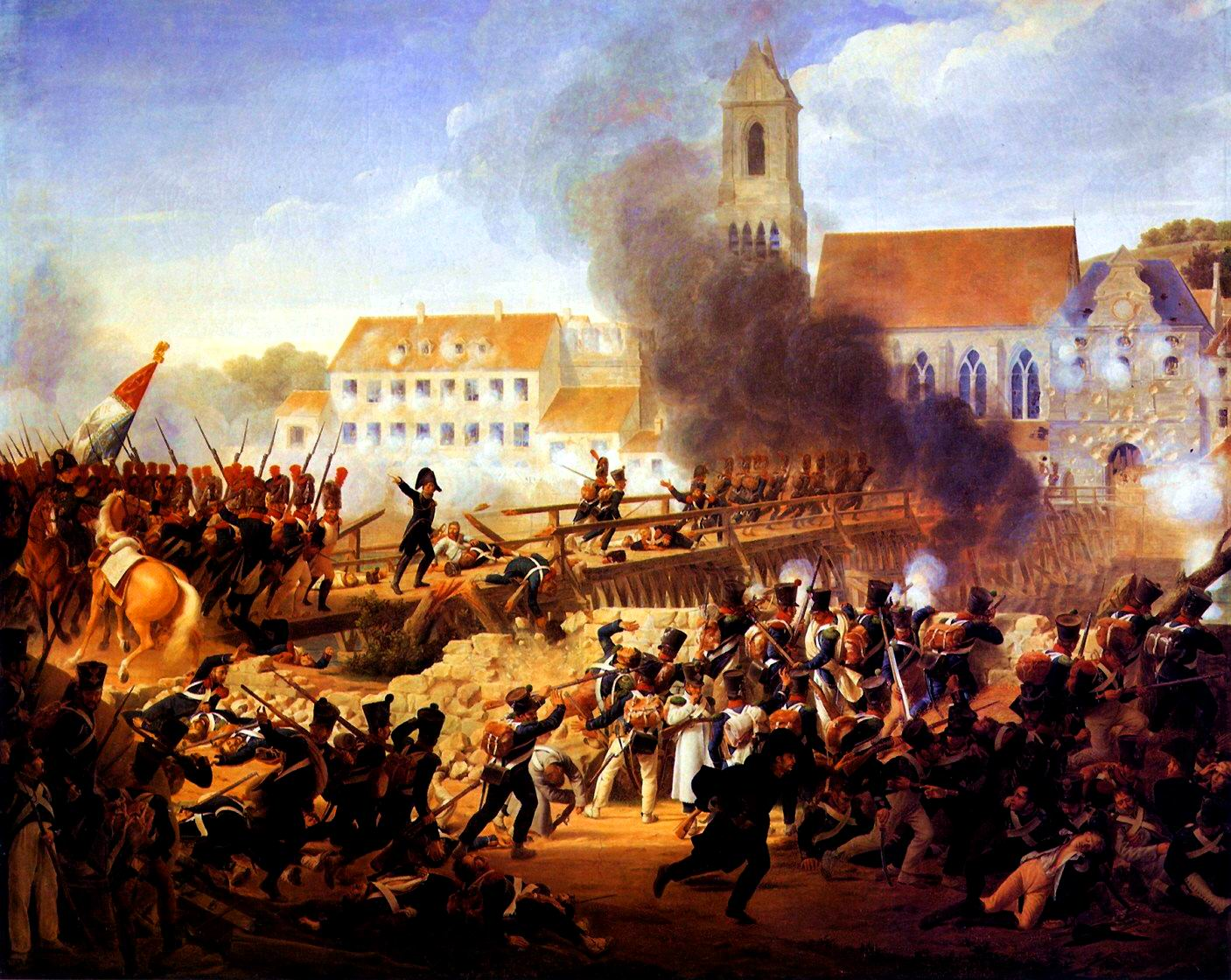
Erstürmung der Brücke bei Landshut 1809

Wernhardt trat nach Privatunterricht am 16. Mai 1793 aus Neigung zu einer militärischen Laufbahn als Kadett ex propriis beim Kürassierregiment Zeschwitz Nr. 10 ein. Sehr bald bot sich ihm die Gelegenheit, seinen Wert als Soldat auch praktisch zu erproben. Er zeichnete sich von allem Anfang durch unermüdlichen Eifer, Entschlossenheit und richtiges militärisches Urteil aus, So als Unterleutnant, zwischenzeitlich im Kürassierregiment Erzherzog Franz, am 26. April 1794 beim großen Reitergefecht von Le Cateau-Cambrésis. Weiters focht der Soldat in jenem Jahr auch in den Schlachten von Tourcoing, Tournai, Charleroi und Fleurus; auch wohnte er der Belagerung von Landrecy bei. In den Folgejahren beteiligte er sich gleichfalls engagiert am Kriegsgeschehen.
In der Schlacht bei Stockach am 23. März 1799 brachte er mit einer Abteilung seiner Kürassiere den weit überlegenen Feind zum Weichen und trug hierdurch zum erfolgreichen Ausgang des Kampfes bei. In der Relation dieses Tages rühmlich erwähnt, wurde er außer seiner Rangtour zum Oberleutnant im Regiment befördert und von Feldmarschalleutnant Prinz von Hohenlohe noch im selben Feldzug in der Eigenschaft eines Generalstabsoffiziers verwendet. Als solcher am 3. November 1799 zur Beobachtung des Feindes bei Bietigheim aufgestellt, attackierte er auf eigene Verantwortung eine auf Bietigheim marschierende französische Kolonne und schlug die feindliche Kavallerie in die Flucht. Die militärische Führung erkannte öffentlich an, dass dieser gewagte Angriff des Hohenlohe’schen Korps einen günstigen Einfluss auf den Gang des Feldzuges genommen habe.
Im Jahr 1804 wurde Wernhardt auf Begehren des kommandierenden Generals in Mähren, Maximilian Baillet von Latour, zu dessen innehabenden Chevaulegers-Regiment transferiert, blieb jedoch fortwährend beim Feldmarschalleutnant Graf Johann Siegmund von Riesch, den er auch zu Beginn der Kriegsoperationen des Jahres 1805 zur Armee in Deutschland begleitete. Hier teilte er am 19. Oktober des Jahres, gerade zum zweiten Rittmeister vorgerückt, das traurige Schicksal sämtlicher in Ulm eingeschlossenen k. k. Truppen und geriet in Kriegsgefangenschaft, aus der er aber bald „auf Parole“ wieder entlassen wurde. Nach der kurzen Friedenszeit wurde er im Oktober 1808 von Feldmarschalleutnant Riesch zum Ersten Rittmeister in seinem Dragonerregiment befördert, woselbst er bald darauf einrückte, und das Eskadronskommando bis zum Februar 1809 führte, dann aber am 25. des Monats zum Generalquartiermeisterstab nach Wien berufen, mit der Bestimmung, in das Hauptquartier Erzherzog Karls übersetzt zu werden. In dieser Eigenschaft befand sich Wernhardt in den Treffen bei Landshut am 16. und bei Hausen am 19. sowie der Schlacht bei Regensburg vom 20. bis 23. April des Jahres. Vom Schlachtfeld von Aspern, wo er eine leichte Verwundung davongetragen hatte, wurde er mit der Meldung des erfochtenen Sieges an den in Woltersdorf weilenden Kaiser gesendet und von Erzherzog Karl weit außer der Tour zum Major und gleichzeitig zum Flügeladjutanten ernannt. Auch bei Baumersdorf am 5. Juli, Wagram am 6. Juli, Korneuburg am 7. Juli und Znaim am 10. Juli des Jahres kämpfte er ehrenvoll.

### In verantwortlicher Position

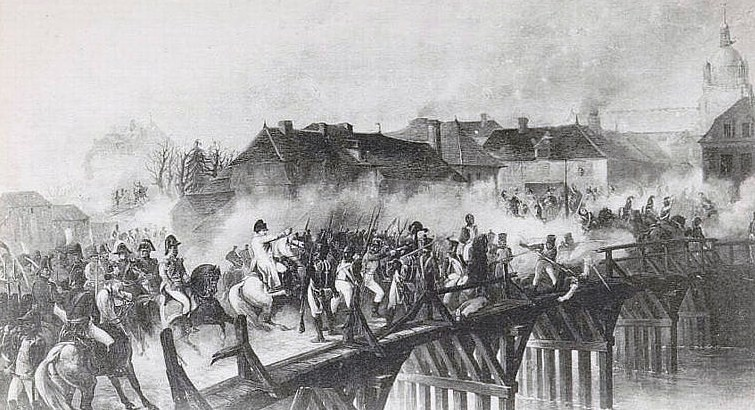
Das Gefecht auf der Brücke bei Arcis-sur-Aube

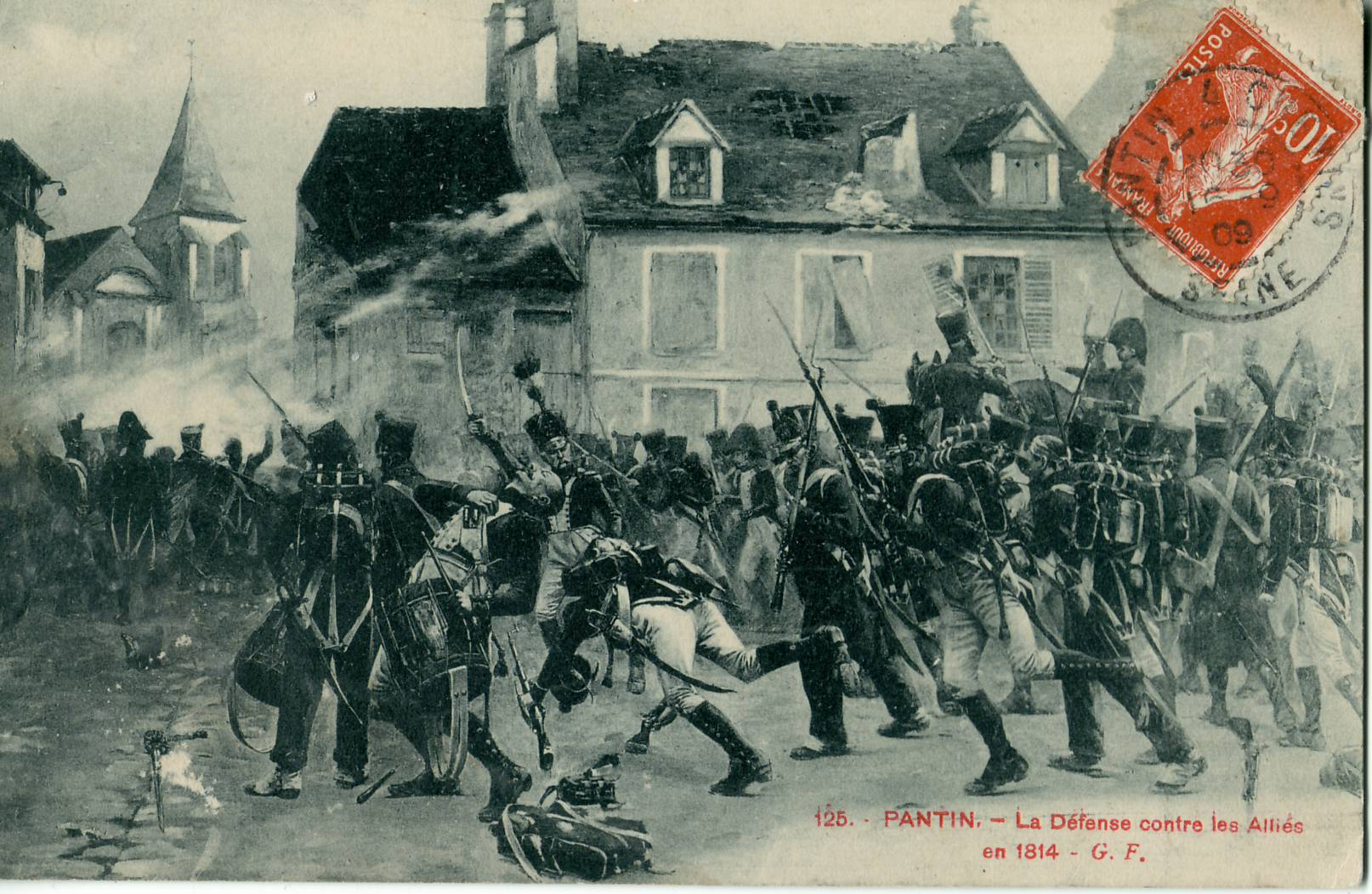
Schlacht um Pantin 1814

Im Jahr 1813 in Deutschland zum Oberstleutnant bei den Hohenzollern-Kürassieren vorgerückt, sah Wernhardt sich bald darauf dem zum Inhaber dieses Regiments ernannten Großfürsten Constantin von Russland als Adjutant zugewiesen, dessen Vertrauen er sich schnell erwarb. Während der Völkerschlacht bei Leipzig gefielen seine fundierten Ratschläge, daher wurde er nach derselben zum Oberst im Regiment mit Belassung in seiner Anstellung befördert und mit dem kaiserlich russischen St. Annenorden zweiter Klasse in Brillanten dekoriert. Am 29. Jänner 1814 focht er in der Schlacht bei Brienne. Besonderen Ruhm erwarb er sich in der Schlacht bei Arcis-sur-Aube am 21. und 22. März des Jahres, indem er durch geschickte Dispositionen und kühne Ausführung in derselben den Sieg erzwang. Die Ereignisse spielten sich wie folgt ab: Die unter dem Befehle des Großfürsten Konstantin stehenden Reserven waren nach der vom Oberfeldherrn entworfenen Einsatzplan nicht bestimmt, bei dem Angriff auf Arcis mitzuwirken. Wernhardt jedoch bat seinen Chef um Erlaubnis, sich zum des vom Kronprinzen von Württemberg befehligten 4. Armeekorps zu begeben, um dem Gefecht beiwohnen zu dürfen. Nachdem der zurückgedrängte Feind die Stadt Arcis immer noch hartnäckig behauptete, bot sich Wernhardt an, sich von der Lage der Dinge zu überzeugen. Er stellte fest, dass die Stadt über die Brücke nur schwer einnehmbar sei und sich das dort kämpfende 1. Bataillon unter Hauptmann Binder in großen Schwierigkeiten befand. Also griff er ein, dirigierte die Soldaten um und griff mit der 1. Division das Schloss erfolgreich an. Dort ließ er anschließend zwei Kanonen aufstellen und eine Notbrücke bauen, worauf der Gegner seine ganze Feuerkraft dahin wendete. Demungeachtet fuhr Wernhardt fort, den Übergang, im heftigsten Kugelregen, persönlich zu leiten, um durch sein Beispiel die Mannschaft zu ereifern. Sein Vorpreschen war so erfolgreich, dass der Feind in größter Verwirrung, unter Zurücklassung vieler Gefangenen und aller Verwundeten, über die Brücke flüchtete, wobei Wernhardts Kanonen ihm noch beträchtlichen Schaden zufügte. Das gegen Wernhardts Abteilung dirigierte Feuer war aber so verheerend gewesen, dass alle ihn zunächst Umgebenden entweder getötet oder verwundet wurden. Sein Hut und Mantel waren ebenfalls von mehreren Kugeln durchlöchert worden. Übrigens wollte Wernhardt noch bei Einbruch der Nacht auf die Insel vordringen, um dort für den folgenden Tag einen Übergangspunkt vorzubereiten. Er erhielt aber vom Kronprinzen den ausdrücklichen Befehl, es zu unterlassen.
Zu der Schlacht bei Fère-Champenoise am 25. März 1814 bewog er den Großfürsten zu einer erfolgreichen Attacke im Rücken des Feindes, welcher sich deshalb auf den Rückzug begeben musste. In der Schlacht bei Paris am 30. März setzte er die Behauptung des Dorfes Pantin durch, wodurch die raschere Einnahme von Paris deutlich begünstigt wurde und feuerte durch das Beispiel seiner Tapferkeit den Mut der Truppen an. Für diese abermaligen Verdienste erhielt der Offizier den russischen Militär-St. Georgs-Orden vierter Klasse, den preußischen Militär-Verdienstorden und das Ritterkreuz des bayerischen Max Joseph-Ordens.

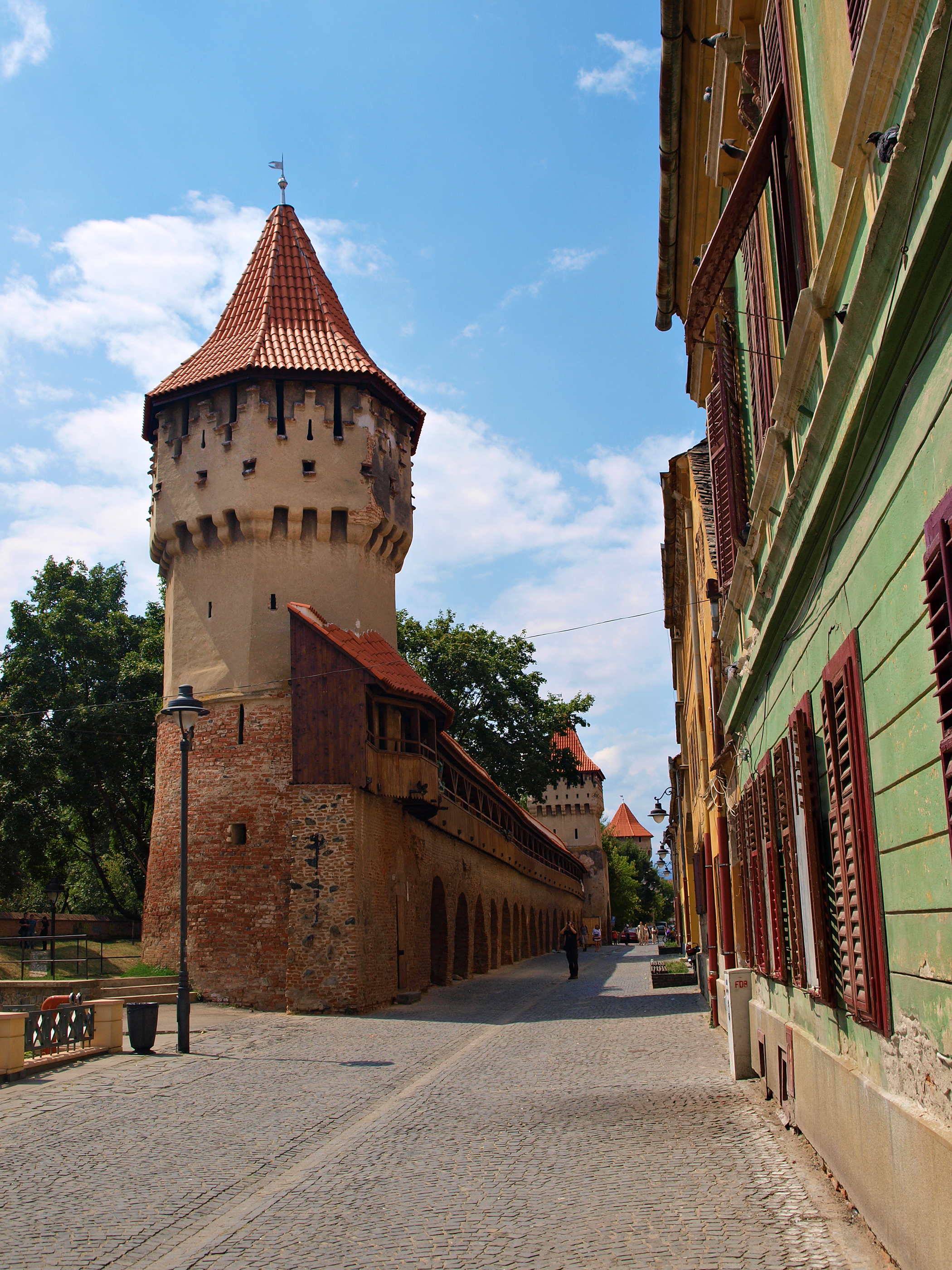
Hermannstadt, Befestigungsanlage

Für die freiwillig mit ebenso viel Tapferkeit als auch Einsicht und Beharrlichkeit ausgeführte, von dem glänzenden Resultat begleitete Tat von Arcis-sur-Aube wurde Wernhardt nach auf Antrag des Maria-Theresia-Ordens-Kapitels, von Kaiser Franz I. im August 1816 das Ritterkreuz des Maria-Theresien-Ordens verliehen. Infolgedessen verlieh ihm der Kaiser den erbländisch-österreichischen Freiherrnstand und das ungarische Baronat am 7. Juli 1818 (Diplom vom 6. November des Jahres). Mit der ungarischen Magnatenwürde wurde er am 2. August 1819 geehrt. Nach Napoleon Bonapartes Rückkehr von Elba 1815 war Paul zum Generaladjutanten des Fürsten Karl von Schwarzenberg ernannt worden und leistete als solcher eine Zeit lang im Militärdepartement des Hofkriegsrats nicht minder wichtige Dienste. Nach Schwarzenbergs Tod wurde er auf dem vakanten Posten am 1. Jänner 1821 zum Regimentskommandanten der Klenau-Chevauxlegers ernannt.
Der Offizier wurde am 20. April 1826 (Rang vom 18. Juli 1821) zum Generalmajor und Brigadier in Pest befördert, wo er einen während der Cholera 1831 ausgebrochenen Straßentumult mit Umsicht beilegte. Anno 1832 wurde er als Brigadier und Festungskommandant nach Salzburg übersetzt und mit Rang vom 12. September desselben Jahres zum Feldmarschalleutnant und Divisionär in Galizien erhoben.
Am 8. Juni 1834 erfolgte seine Ernennung zum Kommandierenden General in Hermannstadt mit gleichzeitiger Verleihung der Geheimratswürde. Im Jahr 1836 erwählte ihn der Kaiser zum Inhaber des Chevauxlegers-Regiment Nr. 3. In der Position des Militärstatthalters verblieb er zwölf Jahre lang bis zu seiner Pensionierung, wobei er diese ganze Zeit hindurch nicht nur die Pflichten seines hohen Amtes der Militäradministration in Siebenbürgen mit Würde und Gerechtigkeit ausübte, sondern stets bereit war, den Unglücklichen und Dürftigen Trost und Hilfe zu verleihen, dabei den Fleiß und Wert des Bürgers anerkannte und mit freundlichem Wohlwollen unterstützte, so dass ihm alle Klassen der Bewohner dieser Stadt Hochachtung und Verehrung widmeten, dessen hohe Verdienste ganz Siebenbürgen anerkannte. Daher wählte ihn der Landtag 1838 freiwillig zum Indigenat von Siebenbürgen. Zur Feier seines 50. Dienstjubiläums im Jahr 1843 wurde ihm von seiner Truppe ein Ehrendegen überreicht, Anfang 1846 wurde er noch zum königlichen Kommissär für den Siebenbürger Landtag erwählt.
Wernhardt, der an zwölf Feldzügen, drei Belagerungen, 19 Schlachten und 36 Gefechten teilgenommen hatte, wurde am 24. Juni 1846 mit dem Titel eines Generals der Kavallerie geehrt und auf eigenen Wunsch in den Ruhestand versetzt. Der General erlag nur wenige Monate später der Bauchwassersucht. Er hat ein Ehrengrab auf dem Wiener Zentralfriedhof.

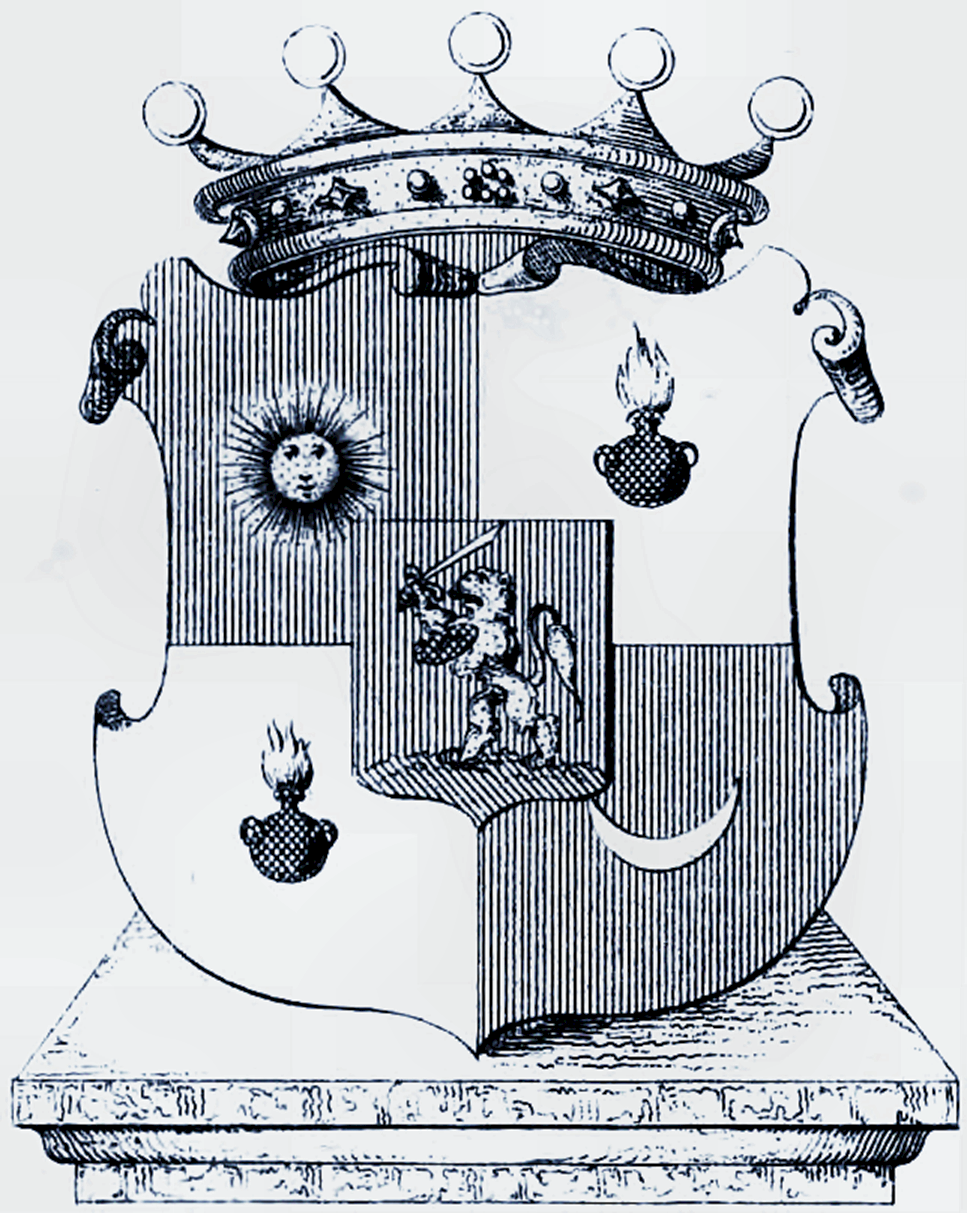
Wappen der Freiherrn von Wernhardt 1818

## Auszeichnungen (Auswahl)
- Ritterkreuz des Militär-Maria-Theresien-Ordens
- Kaiserlich russischer St.-Anna-Orden 2. Klasse in Brillanten
- Kaiserlich russischer Militär-St.-Georg-Ordens 4. Klasse
- Königlich preußischen Militär-Verdienst-Ordens  Pour le Mérite
- Großkreuz des königlich bayerischen Militär-Max-Joseph-Ordens

## Wappen
1818: Quadriert mit Mittelschild, der in Schwarz auf einem Dreihügel einen gekrönten goldenen Löwen zeigt, welcher in der rechten Pranke ein Schwert schwingt, in der Linken eine Tartsche vor sich hält. Im ersten, roten Feld eine strahlende Sonne; im zweiten und dritten silbernen Feld eine brennende Bombe: im vierten, roten Feld ein Halbmond. Auf dem Schild ruht die Freiherrnkrone.